# Fitch Ratings
Fitch Ratings – amerykańska agencja ratingowa. Publikuje ratingi, w których ocenia ponad 5700 instytucji finansowych, ponad 200 przedsiębiorstw oraz 100 państw. Jej siedziby znajdują się w Nowym Jorku i Londynie. Ponadto ma 51 biur na całym świecie.
Fitch, obok Moody's i S&P Global Ratings zaliczany jest do grona najbardziej wpływowych agencji ratingowych o zasięgu globalnym. W Polsce z usług ekspertów przedsiębiorstwa korzystają także m.in. samorządy oraz spółki komunalne.